# Chrysotoxum rhodopensis
Chrysotoxum rhodopensis är en tvåvingeart som beskrevs av Pencho Drensky 1934. Chrysotoxum rhodopensis ingår i släktet getingblomflugor, och familjen blomflugor.
Artens utbredningsområde är Bulgarien. Inga underarter finns listade i Catalogue of Life.